# Tommaso Gar
Tommaso Angelo Gar (Trento, 22 febbraio 1808 – Desenzano del Garda, 27 luglio 1871) è stato un archivista e bibliotecario italiano.

## Biografia
Figlio di Martino e di Domenica Rubini, nacque in una famiglia povera che, tuttavia, riuscì ad assicurargli un'ottima educazione: dopo aver frequentato il liceo di Trento, si iscrisse all'università di Padova da dove uscì laureato in filosofia nel 1831.
Successivamente continuò i suoi studi a Vienna dove analizzò i codici appartenuti  a Marco Foscarini. Nel 1847 divenne bibliotecario nell'Università di Padova. Nel 1848 accettò di essere ambasciatore del governo provvisorio di Daniele Manin, presso Parigi e in Toscana. 

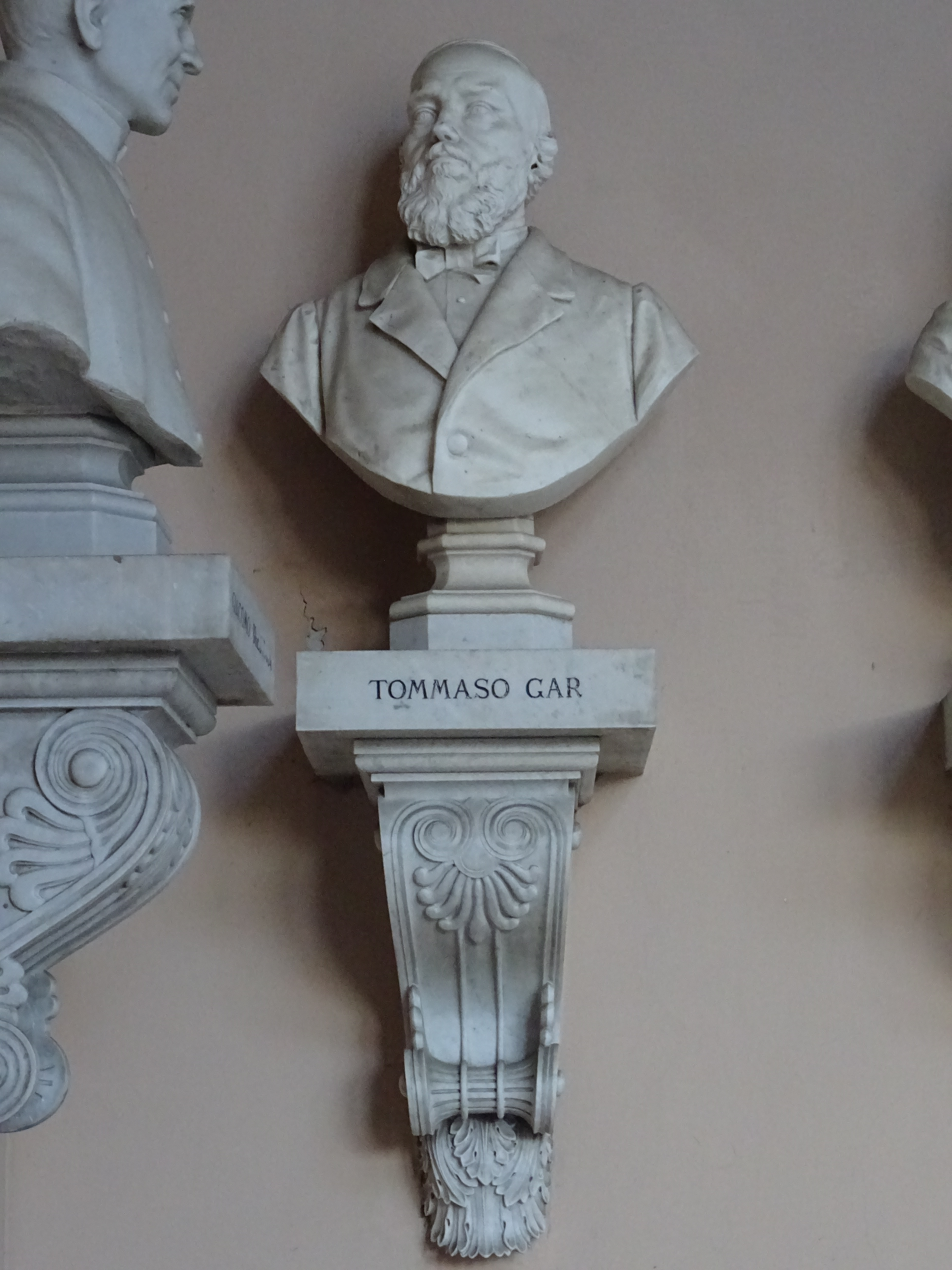
Busto di Tommaso Gar nel famedio del cimitero monumentale di Trento, opera di Andrea Malfatti

Dopo il ritorno degli austriaci venne esiliato a Trento. Qui diventerà bibliotecario presso il museo civico. Nel 1862 ottenne la cittadinanza italiana e divenne rettore del convitto di Porta Nuova a Milano. L'anno successivo divenne direttore della biblioteca dell'Università di Napoli.
Nel 1867 riuscì ad avere il posto di direttore dell'Archivio di Stato di Venezia. Dopo il suo ritorno a Venezia fu anche presidente dell'Istituto veneto di scienze, lettere ed arti tra il 1870 e il 1871.